# Федерація Ефіопії та Еритреї
Федерація Ефіопії та Еритреї (Ефіопо-Еритрейська федерація) — об'єднання між колишньою італійською колонією Еритрею і Ефіопської імперією. Вона була заснована в результаті відмови Італії від прав і титулів на територіальні володіння в Африці, включаючи всі встановлені нею території або колонії, яка вступила в силу відповідно до мирного договора з Італією 1947 року. Доля Еритреї залежала від численних політичних, соціальних та економічних ідеалів еритрейців, які варіювали від лівих до незалежності, консерваторів, що віддавали перевагу пануванню ефіопської корони, та еритрейців, котрі підтримували політичний союз двох сторін спектру. Намагаючись надати Еритреї остаточну автономію згідно з еритрейською конституцією та урядовими виборами, Резолюція ООН 390 (A) була розроблена для здійснення такого добробуту особам, яким вона повинна була бути призначена.

## Передумови
У квітні 1941 року Еритрея була передана під дію декрету Британської військової адміністрації (BMA), яка в 1949 році незабаром була перейменована в Британську адміністрацію - тривав до виконання федерації 15 вересня 1952 року, одночасно з підписанням Прокламації про припинення повноважень. Після здійснення мирного договору з Італією, який набув чинності 15 вересня 1947, Комісії з розслідування чотирьох держав було доручено провести внутрішні розслідування в Еритреї, щоб визначити найбільш ефективний метод управління після розформування італійського колоніального правління. Комісія була створена з провідних держав того часу, а саме з Великої Британії, Радянської Росії, США і Франції, і, якщо єдиний висновок не могло бути зроблено протягом року, питання мало бути передане в інше місце. Генеральна Асамблея сформувала Комісію Організації Об'єднаних Націй по Еритреї для подальшого розгляду в листопаді 1949 року. Використовуючи консультації та рекомендації міжнародних урядів щодо статусу Еритреї, доповідь була представлена на П'ятій сесії Організації Об'єднаних Націй, за яку Генеральна Асамблея підтримала резолюцію, прийнята школами думки Бірми і Південної Африки відповідно до федерації Ефіопії та Еритреї. Після цієї сесії проєкт конституції Еритреї, заснований на демократичних вимогах, повинен був бути розроблений і вивчений та прийнятий Асамблеєю Еритреї, а також Федеральний закон, який буде включений як свого роду федеральна конституція. Заключний етап реалізації полягав в утвердженні імператором Ефіопії конституції і Федерального закону. Уповноважений пан Едуардо Анце Матієнцо звітував Генеральну Асамблею на її сьомій сесії в грудні 1952 року, отримавши одностайне всенародне голосування.

## Повстання політичних партій
З 1941 по 1952 р. Британська адміністрація діяла як проміжне керівне призначення, оскільки оцінювались політичні інтереси та соціально-економічний добробут еритрейського народу, щоб сформувати більш автономну прогнозу. Поява політичних партій було ініційовано поверненням Хайле Селассіє на ефіопський престол у травні 1941 р., де негайно він взяв курс на придбання Еритреї та Сомаліленду до ефіопській державі. Ця політична перспектива була синонімом організації, відомої як "Mahbar Feqri Hagar Eretra" (Товариство любові до землі Еритреї), яка в 1944 році перетвориться на Юніоністську партію. Більшість еритрейців у цей час не підтримували союз ефіопської корони та Еритреї. Виникнення Юніоністської партії було оскаржене двома роками пізніше, коли в 1946 році виникла Мусульманська ліга, яка викликала величезну кількість шанувальників в західній частині країни, в основному мусульманської, і невеликої частини з християнського нагір'я. Сегментація від Мусульманської ліги була створена в 1947 році і стала відома як Національна мусульманська партія Массава. За нею пішла ще одна переважно мусульманська організація, відома як Про-італійська партія Нової Еритреї, що підтримує велику італійську громаду і ідеологію, згідно з якою, якщо Рим бажає повернути Еритрею, Італія допоможе отримати їй незалежність. У лютому 1948 роки постала переважно християнська партія, відома як Ерітрейская ліберально-прогресивна партія, яка виступала проти будь-якого союзу з Ефіопією. 25 липня 1949 був створений Блок незалежності, до якого увійшли всі основні партії, крім юніоністської. Політичні партії продовжували розгалужуватися від своїх попередників, щоб представляти більш вишукані інтереси, а багато відокремлених утворювали окремі партії, що представляли домінуюче політичне прагнення. Приналежність до політичних партій не суворіше визначала релігійний союз, як і географічний регіон. Однак партії часто поділяли спільні інтереси, такі як регіональні - нагір'я проти низини - та віра - мусульмани проти християн. Більшість партій підтримували анти-союзні настрої, які були зустрінуті залякуванням і втручанням з боку ефіопської корони.

## Федерація
У березні 1952 роки вибори пройшли таємним голосуванням як в міській, так і в сільській місцевості. Продовження права голосу було надано тільки чоловікам старше 21 років, які походять від еритрейських предків і зберігали посвідку на проживання протягом не менше року. І навпаки, італо-еритрейці і еритрейці змішаного етнічного походження були відмовлені в можливості голосувати. Юніоністська партія отримала тридцять два з шістдесяти восьми місць в окрузі. Тедла Байру з Юніоністської партії став першим виконавчим директором Еритреї разом з Алі Рада з Мусульманської ліги Західної провінції (MLWP), який став президентом нової Асамблеї Еритреї. Асамблея Еритреї прийняла поправки до конституції, які передбачають однопалатні чотирирічні збори, надання еритрейського громадянства федеральним громадянам відповідно до законів Еритреї, відмова в праві імператорського ефіопського представника коментувати законопроєкти, установа англійської, тигринья, арабського в якості офіційних мов і створення прапора Еритреї. Ці поправки мали бути ратифіковані 12 липня 1952 р. податки та митні збори були підвищені, і еритрейці мали придбати посвідчення особи, що коштували величезну суму. Економічна політика, прийнята після створення федерації, поставила етнічних ерітрейців у вкрай невигідне становище, підтримуючи їх економічну лібералізацію. Стиль керівництва Байру викликав зростаючу опозицію з боку еритрейського народу і опозиційних політичних партій, що змусило його піти у відставку в липні 1955 року. У 1954 році почалася амхарізація - процес насильницького прийняття і асиміляції культурою амхара під владою амхарського ефіопського уряду. Амхарські губернатори і інші політичні посадовці були призначені на адміністративні посади. Свобода преси була обмежена, і амхарські адміністратори прагнули найняти тигринья-мовних, християнських еритрейців, що завдавало шкоди еритрейським мусульманам, які не були настільки освіченими та спритними. Асфаха Волдемікаел, який отримав просоюзні настрої, був обран після відставки Байру. Волдемікаел запропонував встановити еритрейську адміністрацію, прийняти ефіопський прапор та запровадити ефіопських адміністраторів та вчителів в Еритреї. Освічені еритрейці, відкриті для мобільності, були зацікавлені в мобілізації проти ефіопської держави. Учні з Еритреї опинилися в невигідному становищі через необхідність вивчати амхарську і англійську мови для здобуття середньої освіти, а не арабський і тигринья. У 1956 році президентом Асамблеї був обраний Ідріс Мохаммед Адем, мусульманин з Еритреї, що призвело до конфронтації у еритрейсько-ефіопських відносинах. Небажання Юніоністської партії і Мусульманської ліги до компромісу привело до того, що Адем пішов у відставку восени 1957 року. У міру того, як пішла мобілізація Еритреї, переважав Еритрейський визвольний рух (ELM), яке отримало підтримку як християн, так і мусульман, а також тих залишених позаду політикою економічної лібералізації Ефіопії. До травня 1960 року еритрейський прапор був виключений з асамблеї, а друк і назва уряду замінені на «Еритрейська адміністрація під керівництвом Хайле Селассіє, імператора Ефіопії. Судова система, створена під централізованим контролем, і вирішальна влада була надана Аддіс-Абебі. На останніх виборах, проведених в Еритреї в 1960 році, Юніоністська партія ввела в дію проефіопську виконавчу владу.

## Наслідки
14 листопада 1962 року ефіопський уряд порушив умови Резолюції ООН 390 (A) і за власним бажанням приєднав Еритрею, визначивши її провінцією. Протест проти ефіопського уряду був неминуче спровокований і розпочався рух, що прагнув до повної і абсолютної незалежності Еритреї. Цей рух став відомий як Фронт визволення Еритреї (ELF), заснований вигнаним Ідрісом Мохаммедом Адемом